# Colimau 2000

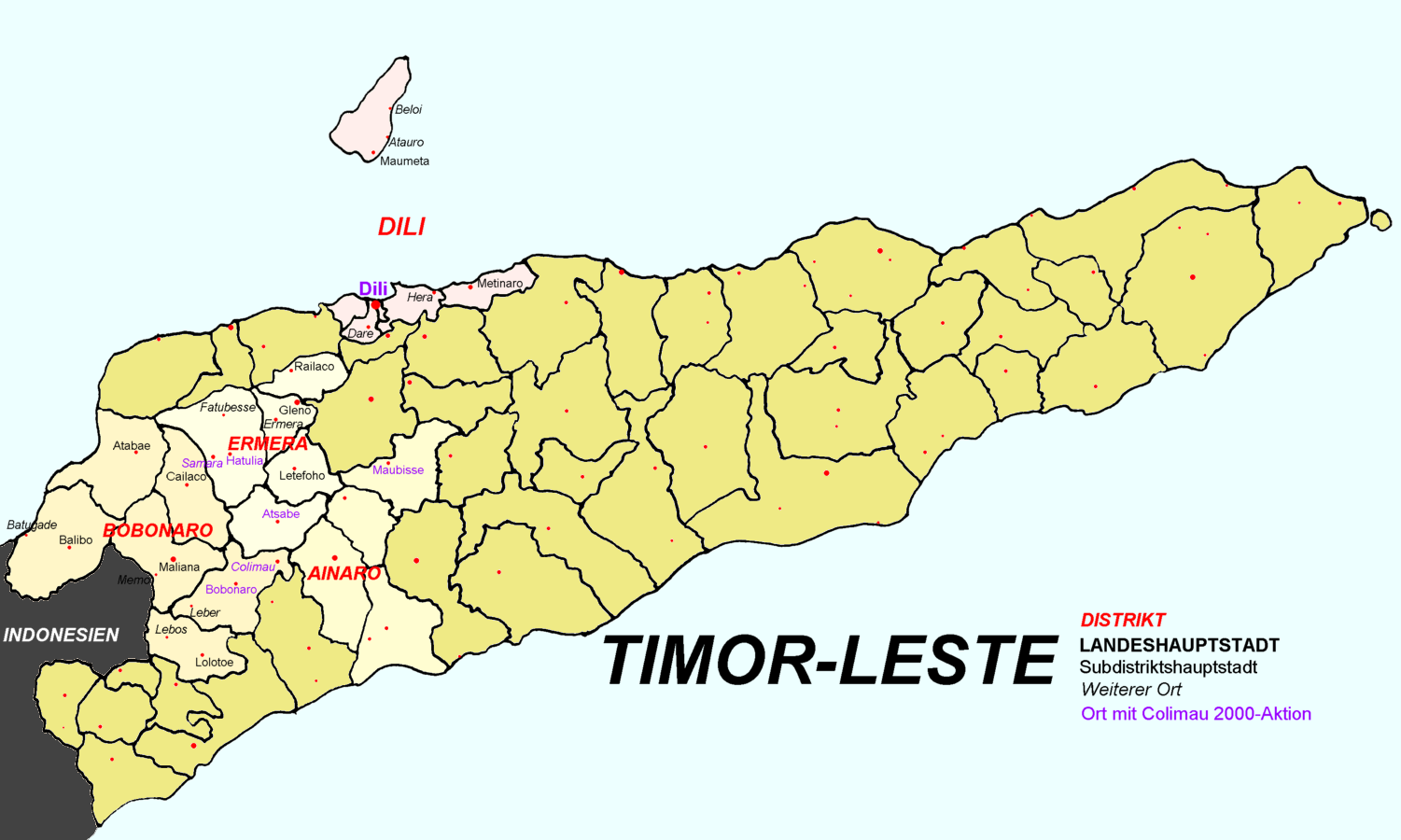
Karte der Aktivitäten der Colimau 2000 in Osttimor

Colimau 2000 (Kolimau 2000, in der kaum verwendeten Langfassung Comando Libertasaun Maubere, deutsch Kommando zur Befreiung der Maubere) ist eine Organisation in Osttimor. Die Mitgliederzahl wird auf mehrere Hundert geschätzt.
Colimau ist ein Wort aus der Kemak-Sprache und bedeutet in etwa sich gegenseitig hassen. Colimau ist auch der Name eines Dorfes (Verwaltungsamt und Gemeinde Bobonaro), in dem jedoch Bunak leben.

## Einordnung
Colimau 2000 ist ein Sammelbecken für ehemalige Kämpfer der pro-indonesischen Milizen, der Befreiungsarmee FALINTIL sowie für enttäuschte Bauern. Angetrieben wird dies durch die Frustration über die wirtschaftliche Lage und die daraus resultierenden sozialen Probleme. Großen Teile der Bevölkerung werten außerdem die unerfüllten Erwartungen der Unabhängigkeit als Versagen der FRETILIN-Regierung zu Beginn der Unabhängigkeit. Colimau 2000 stellte die Legitimität dieser Regierung in Frage und strebt Gerüchten zufolge die Umwandlung zu einer Partei an, um eine breitere Unterstützung zu finden. Dazu erfand sich Colimau 2000 als Bewegung für Nationale Einheit (MUN) neu. Eine der Hauptforderung ist die Änderung der Nationalflagge Osttimors, da diese ein Symbol der FRETILIN sei. Der Flagge soll das christliche Kreuz hinzugefügt werden. Aus dieser Bewegung ging die Partido Unidade Nacional PUN (Partei der nationalen Einheit) hervor. Unter ihrer Gründerin Fernanda Borges nahm sie an den Parlamentswahlen 2007 teil und zog in das Parlament ein. Führende Mitglieder der Colimau 2000 sind Mitglieder der PUN. Die Partei erhielt dabei Unterstützung durch das Bistum Dili.
Die Organisation zeigt neben ihrer politischen Aktivität stark religiöse Züge. Die Katholische Kirche sieht in der Colimau 2000 eine Sekte, was von Mitgliedern bestritten wird. Ihre Mitglieder glauben, dass wiederauferstandene Widerstandshelden aus dem Dschungel hervortreten werden, um sie zum Sieg zu führen. Da Colimau 2000 ihr Einflussgebiet in der direkten Nähe der indonesischen Grenze hat und von dort aus den Flüchtlingscamps noch Unterstützung erhält, wirft man ihr eine gewisse Anfälligkeit für Manipulationen vor. Hier spielt der traditionelle, animistische Glauben eine Rolle, dem die Mehrheit der Bevölkerung noch in den 1970er Jahren angehörte.
Colimau 2000 scheint zudem in Kleinkriminalität und Erpressungen verwickelt zu sein. Mitglieder der Organisation wurden schon in der Zeit vor den Vorfällen in Atsabe 2003 immer wieder verhaftet, weil sie Nachbarn terrorisiert und Geld erpresst hätten. Einige Quellen halten jedoch den Ruf von Colimau 2000 für unverdient. Die Gruppe würde mit Vorfällen in Verbindung gebracht, mit denen sie nichts zu tun habe.

## Struktur

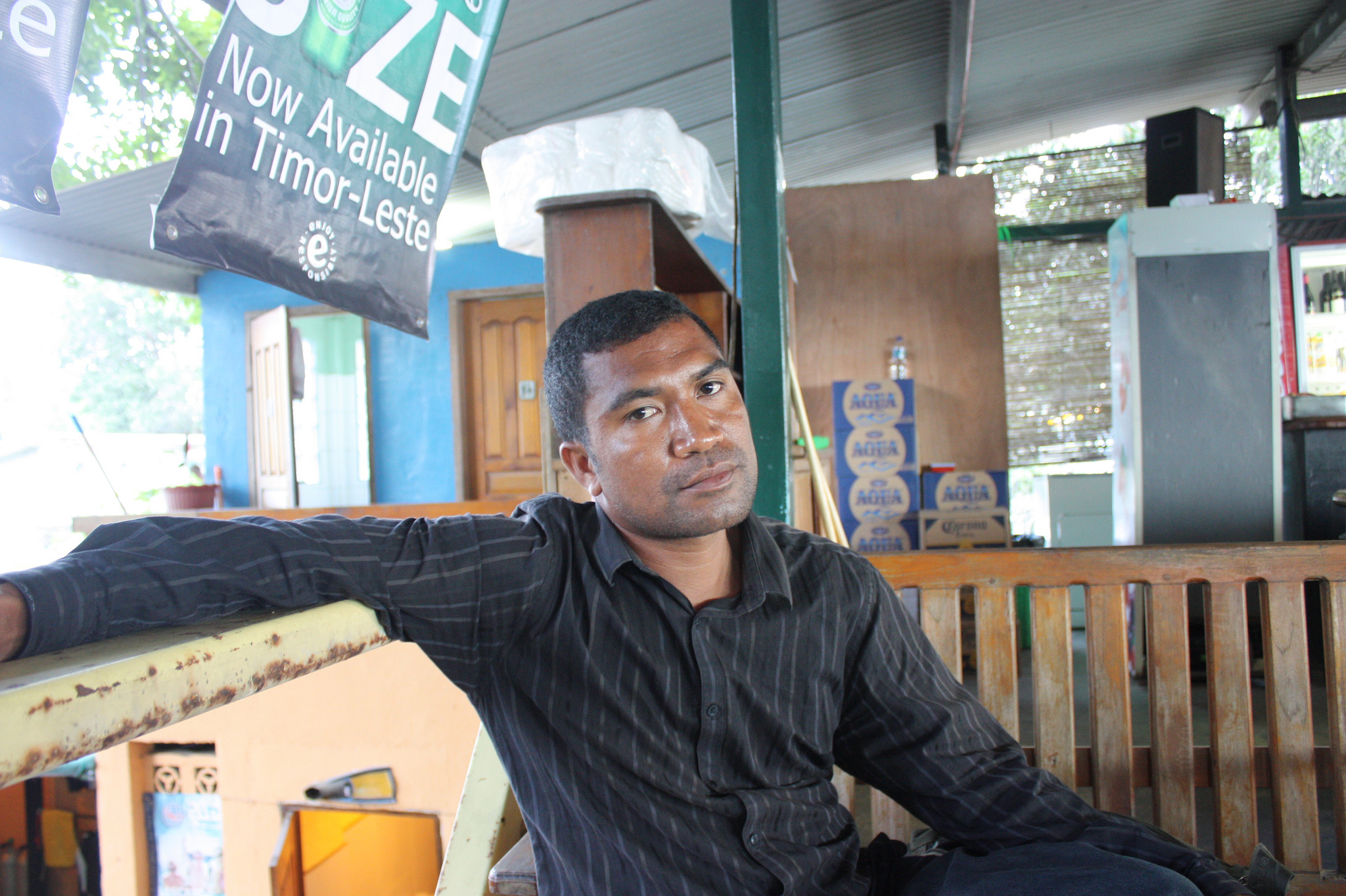
Osorio Lequi (2012)

Die Anführer von Colimau 2000 sind Osorio Lequi (Ozorio Leque, Osorio Leki, Osório Leki) und Bruno da Costa Magalhães (Dr. Bruno). Der ehemalige Rebell Gastão Salsinha soll ebenfalls ein führendes Mitglied sein. Die Mehrheit der Mitglieder, die zumeist Analphabeten sind, stammt aus den westlichen Gemeinden Ermera und Bobonaro, die Organisation ist aber auch in der Landeshauptstadt Dili aktiv.
Ein Machtzentrum ist das Dorf Leimea-Craic im Verwaltungsamt Hatulia (Gemeinde Ermera), wo zwei Drittel der Bevölkerung Colimau 2000 unterstützten. Die Einwohner gehören zur Ethnie der Kemak. Die Organisation kam im Jahr 2000 mit der Rückkehr von Flüchtlingen der Unruhen von 1999 aus Westtimor in die Region. Viele Sympathien bei den Einwohnern Leimea-Craics gewann Colimau 2000, als sie einen katholischen Priester einluden, Land für eine zukünftige Kirche zu weihen. Dieser Fall von Unterstützung der katholischen Kirche widerspricht aber den animistischen Grundzügen von Colimau 2000.

## Geschichte

### Entstehung in der Besatzungszeit
Ursprünglich wurde Colimau 2000 während der indonesischen Besatzungszeit (1975–1999) als geheime Widerstandsbewegung in Untergrund gegründet. Ihre Wurzeln hat sie in der religiösen Gruppe Sagrada do Coração de Jesus (Heiliges Herz von Jesus), die Mitte der 1980er entstand. Gründer waren Martinho Vidal aus Hatu-Builico und zwölf weitere Personen. Mit der Zeit beteiligten sich drei Mitglieder am Widerstand gegen die Indonesier. Einer operierte vom Ort Colimau in Bobonaro aus, einer im Zentrum Osttimors und einer im Osten. Im Gegensatz zu anderen Gruppen, die traditionelle Magie betrieben, hatte die Gruppe sich für Jesus als Symbol entschieden. 1994/95 begann das indonesische, militärische Distriktkommando (Kodim) von Bobonaro allgemein die Mitglieder des Widerstands als Colimau zu bezeichnen. In den 1990ern soll Martinho einen Traum gehabt haben, dass Osttimor im Jahr 2000 von den Indonesiern befreit werden würde. Tatsächlich geschah dies Ende 1999 mit der Intervention der internationalen Eingreiftruppe INTERFET. In einer Höhle namens Ai Turi Laran, in den Außenbezirken Dilis, erklärte Martinho vor seinen zwölf Anhängern und lokalen Händlern seinen Traum zur Prophezeiung. Diese verbreitete sich schnell. Im November 1998 beteiligte sich die Gruppe zentral an einem sehr umstrittenen Angriff auf indonesisches Militär in Alas (Gemeinde Manufahi). Mehrere Waffen wurden dabei aus dem Hauptquartier des Subdistrikts (Koramil) gestohlen. Colimau 2000 war Teil des Conselho Nacional de Resistência Timorense (Nationalrat des timoresischen Widerstands CNRT), trat aber im August 1999 aus diesem aus, was ihr eine legitimierte Beteiligung in Regierung und Verwaltung des nun unabhängigen Osttimors unmöglich macht. Das Mitglied im Ort Colimau kam bei der indonesischen Operation Donner dem Unabhängigkeitsreferendum ums Leben. Die anderen zerstreuten sich und flohen in die Berge oder nach Westtimor.
Die ursprünglichen Mitglieder wurden nicht mehr aktiv, doch 2000 begann eine neue Führungsgeneration mit Gabriel Fernandes, Osorio Lequi and Bruno Magalhães. Sie übernahm endgültig den Namen Colimau 2000. Ab 2001 begann man Kontakte mit der Associação dos Antigos Combatentes (Vereinigung der ehemaligen Kombattanten), einer inoffiziellen Veteranenorganisation, die vom späteren FRETILIN-Innenminister Rogério Lobato unterstützt wurde. Ursprünglich trug die Vereinigung den Namen Força Base de Apoio AAC (Streitkräfte der Widerstandsbasis). Nach der Unabhängigkeit kam es zu mehreren gewalttätigen Zwischenfällen mit anderen Veteranengruppen in Atabae, Maliana und Suai, weswegen mehrere Colimau-2000-Führer ins Gefängnis kamen. In Dili verbreiteten sich Gerüchte über einen Ort namens Orsenaco (abgeleitet von Organisação Resistência Social Cooperativa) nahe Turiscai. Colimau 2000 soll da Heilige Häuser bauen, welche die verschiedenen Regionen des Landes repräsentieren, Nach anderen Angaben sei Orsenaco eine landwirtschaftliche Kommune, deren Mitglieder sich gleichberechtigt die Arbeit teilen, mit eigenem „Bischof“ und „Priestern“. Diese Kommune lehne die osttimoresische Regierung ab und verwehre Außenstehenden den Zugang.

### Überfälle in Atsabe 2003
Colimau 2000 wird mit den Unruhen von 2002 in Verbindung gebracht, bei denen das Haus von Premierminister Marí Alkatiri niedergebrannt wurde. Im Januar 2003 wurden Mitglieder der Colimau 2000 beschuldigt, das Dorf Atsabe (Gemeinde Ermera) in überfallen zu haben, bei denen insgesamt sieben Menschen starben. Auch die Sucos Tiarlelo und Laubono im Verwaltungsamt Atsabe wurden von bis zu 15 mit Sturmhauben maskierten Banditen mit automatischen Waffen und alten indonesischen Uniformen überfallen. Drei Menschen wurden getötet und fünf verletzt. Die Verteidigungskräfte Osttimors F-FDTL schickten daraufhin 180 Soldaten für Polizeiaufgaben in die Region.
Im Nachbarverwaltungsamt Hatulia töteten Colimau 2000-Mitglieder im Dorf Samara zwei Büffel und stahlen ein Pferd. Als Angehörige der F-FDTL dort von Colimau 2000-Leuten eingekreist wurden, schossen die Soldaten in die Luft um sich zu verteidigen.
50 Personen, darunter 39 Colimau 2000-Mitglieder wurden verhaftet, doch von den Gerichten wurden alle Verdächtige wieder freigelassen, da bei der Verhaftung rechtsstaatliche Vorgaben nicht erfüllt waren. Unter den Gefangenen waren der Bischof der Colimau und ihr Oberbefehlshaber. Die Opfer in Samara und Atsabe protestierten schriftlich bei der Landesregierung dagegen.
Einige Monate später wurde Bruno Magalhães verhaftet, da er im westtimoresischen Atambua Milizenführer traf und dort angeblich Waffen entgegennahm. Er wurde aber nach fünf Monaten als unschuldig wieder entlassen. In einem Interview erklärte Bruno, die Milizen seien in Wirklichkeit von den Pro-Unabhängigkeitsbefürwortern geschaffen worden, um für Instabilität im von Indonesien besetzten Osttimor zu sorgen. Man solle nun alle ehemaligen Widerstandsgruppen unter dem „Banner des Kreuz des Südens“ in Orsenaco vereinen. Ende Januar 2004 beschuldigte der indonesische Militärchef von Westtimor Colimau 2000, sie würde zusammen mit den ehemaligen Anti-Unabhängigkeitsmilizen planen, Osttimor zu destabilisieren, sobald die UN-Friedenstruppe das Land verlassen hätten. Infolge der Ablehnung durch die öffentliche Meinung und den Verhaftungen verschwand Colimau 2000 zunächst von der politischen Bildfläche.

### Unruhen in Osttimor 2006
Ab Ende April 2006, kurz nach dem Abzug der letzten UN-Soldaten kam es zu Unruhen in Osttimor, nachdem 600 Soldaten der Verteidigungskräfte Osttimors meuterten und entlassen wurden. Osorio Lequi forderte auf einer Demonstration der Meuterer in Dili den Rücktritt von Premierminister Alkatiri. Am fünften Tag der Demonstration kam es zu Schießereien. Es folgten ethnische Konflikte und Kämpfe zwischen Jugendbanden, die seitdem immer wieder neu aufflammen. Eine amtliche Verlautbarung der Regierung vom 28. April beschuldigte „junge Opportunisten, die in Verbindung mit Osorio Lequi stehen“, für die Gewalt Ende April in Dili verantwortlich zu sein. Ebenso die PDRT, deren Generalsekretär Lequi 2011 noch war. ETAN bezeichnete Colimau 2000 in diesem Zusammenhang als einen Rent-a-mob. Beim erneuten Ausbruch der Unruhen in Dili Anfang September 2006 verhielten sich die Mitglieder von Colimau 2000 jedoch friedlich und diszipliniert. In diesem Jahr sammelten sich Colimau-2000- und PDRT-Mitglieder in der Bewegung zur Nationalen Einheit MUN.
Mitte August 2006 kam es in Zumalai zwischen Colimau 2000 und der Gruppe Saka Izoladu zu Kämpfen, bei denen eine Person starb. Die Bevölkerung floh aus dem Gebiet.
Am 16. November 2006 wurde ein schwerer Zwischenfall gemeldet, der einige Tage zuvor stattfand. Jugendliche von Colimau 2000 aus Ermera und anderen Orten, griffen einen Ableger des Perguruan Setia Hati Terate (PSHT) Martial Arts Club im Dorf Estado an. Der osttimoresische Premierminister José Ramos-Horta erklärte, unbestätigten Angaben nach gäbe es vier Tote. Außerdem wurden zehn Häuser niedergebrannt. Premierminister Ramos-Horta flog mit einem Hubschrauber zum Schauplatz des Überfalls, um sich ein Bild von der Lage zu machen. Spezialeinheiten der Polizei wurden in die Region entsandt. Ein Zeuge sagte aus, etwa 600 Jugendliche von Colimau 2000 hätten, bewaffnet mit Samuraischwertern, Macheten, Speeren, Pfeil und Bogen und Gewehren, den Martial Arts Club angegriffen. Der Angriff scheint ein Racheakt zu sein, da am 2. November PSHT-Mitglieder ein Mitglied von Colimau 2000 verprügelt hatten. Später wurden acht Personen im Zusammenhang mit dem Angriff auf den Club verhaftet.
Am 22. November wurde von Straßenkämpfen in Maubisse berichtet. Einheimische waren mit Mitgliedern von Colimau 2000 in Streit geraten, als diese Bewohner Maubisses zwingen wollten, Mitglied in der Organisation zu werden. Eine Person wurde getötet, eine weitere verletzt. Als die Polizei eingreifen wollte, wurde ein Polizist krankenhausreif geschlagen.